# Киргизький край
Киргизький край (каз. Қырғыз өлкесі, рос. Киргизский край) — адміністративно-територіальна одиниця РСФРР у 1919-1920.

## Історія
Територія була заселена переважно казахами (казаками) у Російській імперії, пізніше, до квітня 1925 — ті ж землі включені до складу РСФРР (декрет Раднаркому РСФРР від 10 липня 1919). 
У XVIII томі роботи В. Семенова-Тян-Шанського був наведений  опис Киргизького краю — Уральскої, Тургайської, Семипалатинської та Семирічинської областей.
10 липня 1919 В. Леніним підписаний декрет Раднаркому РРФСР про утворення Революційного комітету по управлінню Киргизьким краєм. 
26 серпня 1920 ВЦВК та Раднарком РСФРР прийняли декрет «Про утворення Автономної Киргизької Радянської Соціалістичної Республіки» у складі РСФРР зі столицею у м. Оренбург до якої увійшли території Акмолинської, Семипалатинської, Тургайської, Уральської областей, а також населені казахами частини Закаспійської області та Астраханської і Оренбурзької губерній.
У квітні 1925 року рішенням 5-го Всеказакського з'їзду Рад Киргизька АРСР була перейменована на Казакську Автономну Соціалістичну Радянську Республіку.